# Marcel Vandewiele
Marcel Albert Vandewiele (ur. 10 lipca 1920 w Sint-Joris w gminie Beernem, zm. 18 czerwca 1999 w Brugii) – belgijski polityk, działacz związkowy i społeczny, publicysta, senator oraz poseł do Parlamentu Europejskiego.

## Życiorys
Syn Boudewijna i Marthy z domu Maenhout. Od 1934 do 1937 uczył się w zawodzie typografa-linotypisty w szkole technicznej w Brugii. Należał do stowarzyszenia młodych katolickich robotników (KAJ) związanego z Josefem-Leonem Cardijnem, od 1943 do 1958 był jego liderem. Następnie przeszedł do zrzeszenia ACW (skupiającego chrześcijańskich pracowników), od 1958 do 1968 pozostawał jego sekretarzem generalnym. Przez wiele lat publikował także w związanych z nimi czasopismach, wydał kilka własnych książek. Zajmował stanowiska dyrektorskie we flamandzkiej organizacji muzycznej ANZ, grupie ubezpieczeniowej DVV oraz publicznym nadawcy BRT. Przez wiele lat aktywny w organizacjach turystycznych oraz jako szef centrum wypoczynkowego ACW. 
W 1950 należał do założycieli organizacji Vlaamse Volksbond, związany z ruchem na rzecz odrębności Flamandów. Wstąpił do Chrześcijańskiej Partii Ludowej, zasiadał w jej krajowych władzach. W latach 1968–1979 był senatorem, od 1971 do 1979 zasiadał w radzie kulturowej Wspólnoty Flamandzkiej, a od 1971 do 1977 w radzie miejskiej Brugii. Od stycznia do października 1973 sekretarz stanu ds. planowania i mieszkalnictwa w rządzie Edmonda Leburtona. Od 1972 sprawował mandat posła do Parlamentu Europejskiego, w 1979 wybrano go w wyborach powszechnych. Przystąpił do Europejskiej Partii Ludowej, był członkiem jej prezydium i wiceprzewodnicząceym PE (1979–1984). W 1985 przeszedł na emeryturę.

## Życie prywatne
Od 1949 był żonaty z Magdaleną D'Haene, miał pięcioro dzieci.